# Bitter Blood
Bitter Blood (ビ タ ー · ブ ラ ッ ド?, Bitā Buraddo), conosciuto anche come Partners by Blood, è un dorama stagionale primaverile basato sul romanzo omonimo del 2007 di Shusuke Shizukui. La serie è stata trasmessa su Fuji Television dal 15 aprile al 24 giugno 2014.

## Trama
Natsuki è un detective alle prime armi - con la testa ancora piena dell'ideale di giustizia - che è stato assegnato alla stazione distrettuale di polizia del quartiere Ginza, dove si ritrova associato al padre Akimura il quale oramai da molto tempo (12 anni) ha lasciato il tetto coniugale.
Natsuki, allevato dai nonni, possiede un carattere altamente emotivo ed estremamente attento  alle minuzie, che cerca di fare sempre la cosa giusta, mentre il suo collega ben più esperto (indicato come "Gentle-san" perché beve sempre il caffè Gnetle) è un po' laconico sul suo lavoro, ed in gran parte focalizzato sulla moda e la carriera da playboy (a differenza del figlio, alquanto ritroso e imbranato).
I due sono generalmente una tipologia di personaggi totalmente contrapposti e, tanto per aumentare ancor più l'attrito, Natsuki sostiene il fatto che suo padre ha abbandonato la famiglia (compresa sua sorella Shinobu) quando erano giovani proprio per mettersi contro di loro. Nonostante la palese estraneità la coppia - per quanto improbabile - riesce a lavorare bene insieme in molti casi che le vengono affidati e con un certo successo risolvono un gran numero di crimini.
La squadra include l'esperto di judo Hitomi, verso cui Natsuki si sente molto attratto, la quale però ben presto scopre di essere invece assai più affascinato da suo padre, che non si rende comunque mai ben chiaramente conto di questa paradossale situazione venutasi a creare.
La ragazza è anche collegata ad Akimura attraverso il proprio padre; entrambi lavoravano difatti insieme, fino a quando egli non rimase ucciso da un misterioso serial killer (Kaizuka Takehisa) che uccide la gente mentre ascolta l'Opera. Il criminale ad un certo punto riappare e i tre mirano quindi ad arrestarlo. Tutti lavorano nel team investigativo della locale stazione di polizia, con una squadra un po' insolita, tra cui Hisashi Koga "the Bachelor", Toshifumi Inaki il "cacciatore" e il loro capo, Kaoru Togashi.

## Episodi
| Stagione       | Episodi | Prima TV Giappone | Prima TV Italia |
| -------------- | ------- | ----------------- | --------------- |
| Stagione unica | 11      | 2014              | inedito         |